# Phytocrene borneensis
Phytocrene borneensis är en tvåhjärtbladig växtart som beskrevs av Odoardo Beccari. Phytocrene borneensis ingår i släktet Phytocrene och familjen Icacinaceae. Inga underarter finns listade i Catalogue of Life.